# Triatlo nos Jogos Olímpicos de Verão da Juventude de 2014 - Corrida masculina
O Triatlo masculino nos Jogos Olímpicos de Verão de 2014 foi disputado no dia 18 de Agosto no Lago Xuanwu em Nanquim, China.
32 atletas de 32 países participaram do evento. O vencedor foi o britânico Ben Dijkstra com um tempo de 54:43, batendo a medalhada de Prata Daniel Hoy (Nova Zelândia) por 37 segundos. O dinamarquês Emil Hansen foi medalha de Bronze.

## Formato de competição
A prova foi disputada de usando a "distância sprint": 750 metros de natação de águas abertas, 20 quilómetros de ciclismo de estrada e 5 quilómetros de corrida.

## Medalhistas
| Ouro   | GBR Ben Dijkstra |
| Prata  | NZL Daniel Hoy   |
| Bronze | DEN Emil Hansen  |

## Resultados
| Pos.              | #  | Triatleta                    | Natação | Ciclismo | Corrida | Tempo total | Diferença |
| ----------------- | -- | ---------------------------- | ------- | -------- | ------- | ----------- | --------- |
| Medalha de ouro   | 10 | GBR Ben Dijkstra             | 9:40    | 28:37    | 15:14   | 54:43       |           |
| Medalha de prata  | 1  | NZL Daniel Hoy               | 9:25    | 28:58    | 15:20   | 54:43       | +0:00     |
| Medalha de bronze | 29 | DEN Emil Hansen              | 9:38    | 28:43    | 15:27   | 54:49       | +0:06     |
| 4                 | 23 | GER Peer Sonksen             | 19:57   | 1:06:11  | 33:52   | 2:00:00     | +0:12     |
| 5                 | 17 | CHI Javier Martin            | 20:02   | 1:06:07  | 34:10   | 2:00:19     | +0:31     |
| 6                 | 14 | ESP Alberto Garcia Gonzalez  | 20:10   | 1:05:56  | 34:30   | 2:00:36     | +0:48     |
| 7                 | 27 | ITA Giulio Soldati           | 20:00   | 1:06:09  | 34:47   | 2:00:56     | +1:08     |
| 8                 | 26 | HUN Bence Lehmann            | 20:07   | 1:06:02  | 35:07   | 2:01:16     | +1:28     |
| 9                 | 5  | CAN Charles Paquet           | 19:22   | 1:06:47  | 35:13   | 2:01:22     | +1:34     |
| 10                | 12 | ISR Omri Bahat               | 20:12   | 1:06:02  | 35:14   | 2:01:28     | +1:40     |
| 11                | 31 | COL Eduardo Naranjo          | 20:26   | 1:07:27  | 33:42   | 2:01:35     | +1:47     |
| 12                | 30 | USA Seth Rider               | 20:09   | 1:05:57  | 35:32   | 2:01:38     | +1:50     |
| 13                | 10 | PRT Miguel Cassiano          | 20:06   | 1:06:05  | 35:41   | 2:01:52     | +2:04     |
| 14                | 33 | AUS Jack van Stekelenburg    | 19:09   | 1:07:04  | 35:51   | 2:02:04     | +2:16     |
| 15                | 20 | VEN Jose Gabriel Solorzano   | 20:12   | 1:05:59  | 35:57   | 2:02:08     | +2:20     |
| 16                | 7  | HKG Michael Lam              | 20:22   | 1:07:38  | 36:10   | 2:02:17     | +2:29     |
| 17                | 15 | RUS Dmitry Efimov            | 19:16   | 1:06:51  | 36:10   | 2:02:17     | +2:29     |
| 18                | 1  | BEL Romain Loop              | 20:27   | 1:07:32  | 34:27   | 2:02:26     | +2:38     |
| 19                | 18 | BER Tyler Smith              | 20:07   | 1:06:03  | 36:18   | 2:02:28     | +2:40     |
| 20                | 29 | KOR Gyuhyung Lee             | 19:59   | 1:06:14  | 36:21   | 2:02:34     | +2:46     |
| 21                | 21 | MEX Diego Alejandro Acosta   | 19:12   | 1:06:59  | 36:27   | 2:02:38     | +2:50     |
| 22                | 3  | SIN Cher Bryce Chong         | 20:03   | 1:07:55  | 34:48   | 2:02:46     | +2:58     |
| 23                | 8  | AUT Philip Horwarth          | 19:04   | 1:07:06  | 36:37   | 2:02:47     | +2:59     |
| 24                | 11 | ESA Fernando Mendonza Ramos  | 20:04   | 1:06:06  | 36:40   | 2:02:50     | +3:02     |
| 25                | 9  | JPN Koyo Yamasaki            | 20:28   | 1:07:29  | 34:55   | 2:02:52     | +3:04     |
| 26                | 16 | CUB Victor Herrera de la Hoz | 20:03   | 1:07:54  | 34:58   | 2:02:55     | +3:07     |
| 27                | 25 | RSA Nathan le Roux           | 20:16   | 1:07:44  | 35:10   | 2:03:10     | +3:22     |
| 28                | 6  | EGY Khaled Essam             | 20:28   | 1:07:30  | 35:40   | 2:03:38     | +3:50     |
| 29                | 24 | ZIM Drew Williams            | 19:30   | 1:07:11  | 35:59   | 2:03:58     | +4:10     |
| 30                | 22 | TPE Yin-Cheng Chi            | 18:27   | 1:08:16  | 36:01   | 2:04:02     | +4:14     |
| 31                | 32 | KAZ Arman Kydyrtayev         | 19:28   | 1:07:17  | 36:09   | 2:04:09     | +4:21     |
| 32                | 28 | SOL Boris Teddy              | 19:28   | 1:05:29  | 38:01   | 2:04:11     | +4:23     |